# Hipismo nos Jogos Olímpicos de Verão de 1948
O hipismo nos Jogos Olímpicos de Verão de 1948 foi realizado em Londres, no Reino Unido, com seis eventos disputados no adestramento, concurso completo de eqüitação (CCE) e salto.

## Adestramento individual
| Pos. | País         | Atletas                | Cavalos  |
| ---- | ------------ | ---------------------- | -------- |
|      | Suíça (SUI)  | Hans Moser             | Hummer   |
|      | França (FRA) | André Jousseaume       | Harpagon |
|      | Suécia (SWE) | Gustaf Boltenstern Jr. | Trumf    |

## Adestramento por equipe
| Pos. | País                 | Atletas                                                 | Cavalos                           |
| ---- | -------------------- | ------------------------------------------------------- | --------------------------------- |
|      | França (FRA)         | André Jousseaume Jean Saint-Fort Paillard Maurice Buret | Harpagon Sous Les Ceps Saint Ouen |
|      | Estados Unidos (USA) | Robert Borg Earl Foster Thomson Frank Henry             | Klingson Pancraft Reno Overdo     |
|      | Portugal (POR)       | Fernando Paes Francisco Valadas Luís Mena e Silva       | Matamás Feitiço Fascinante        |

## CCE individual
| Pos. | País                 | Atletas            | Cavalo    |
| ---- | -------------------- | ------------------ | --------- |
|      | França (FRA)         | Bernard Chevallier | Alglonne  |
|      | Estados Unidos (USA) | Frank Sherman      | Swing Low |
|      | Suécia (SWE)         | Robert Selfelt     | Claque    |

## CCE por equipe
| Pos. | País                 | Atletas                                            | Cavalos                             |
| ---- | -------------------- | -------------------------------------------------- | ----------------------------------- |
|      | Estados Unidos (USA) | Frank Sherman Charles Anderson Earl Foster Thomson | Swing Low Reno Palisade Reno Rhythm |
|      | Suécia (SWE)         | Robert Selfelt Olof Stahre Sigurd Svensson         | Claque Komet Dust                   |
|      | México (MEX)         | Humberto Mariles Raúl Campero Joaquín Solano       | Parral Tarahumara Malinche          |

## Salto individual
| Pos. | País         | Atletas                | Cavalos        |
| ---- | ------------ | ---------------------- | -------------- |
|      | México (MEX) | Humberto Mariles       | Arete          |
|      | México (MEX) | Rubén Uriza            | Hatvey         |
|      | França (FRA) | Jean-François D'Orgeix | Sucre de Pomme |

## Salto por equipe
| Pos. | País               | Atletas                                              | Cavalos                   |
| ---- | ------------------ | ---------------------------------------------------- | ------------------------- |
|      | México (MEX)       | Alberto Valdés Rubén Uriza Humberto Mariles          | Chihuchoc Hatvey Arete    |
|      | Espanha (ESP)      | Marcellino Gavilán José Navarro Morenes Jaime García | Forajido Quorum Bizarro   |
|      | Grã-Bretanha (GBR) | Arthur Carr Harry Llewellyn Henry Nicoll             | Monty Foxhunter Kilgeddin |

## Quadro de medalhas do hipismo
| Ordem | País               | Medalha de ouro | Medalha de prata | Medalha de bronze | Total |
| ----- | ------------------ | --------------- | ---------------- | ----------------- | ----- |
| 1     | FRA França         | 2               | 1                | 1                 | 4     |
| 1     | MEX México         | 2               | 1                | 1                 | 4     |
| 3     | USA Estados Unidos | 1               | 2                | 0                 | 3     |
| 4     | SUI Suíça          | 1               | 0                | 0                 | 1     |
| 5     | SWE Suécia         | 0               | 1                | 2                 | 3     |
| 6     | ESP Espanha        | 0               | 1                | 0                 | 1     |
| 7     | GBR Grã-Bretanha   | 0               | 0                | 1                 | 1     |
| 7     | POR Portugal       | 0               | 0                | 1                 | 1     |